# Milan Špalek
Milan Špalek (* 10. prosince 1966 Teplice, Československo) je český rockový baskytarista, příležitostný hlavní zpěvák a textař skupiny Kabát. K písním „Colorado“ ze stejnojmenného alba a „Dávám ti jeden den“ složil i hudbu; po založení skupiny Kabát byl hlavním zpěvákem, pak ho nahradil Josef Vojtek. Jeho koníčkem je rybaření, bowling, a poker.
10. prosince 2015 mu byla v Zámecké zahradě Teplice odhalena socha.

## Původní profese
Instalatér

## Diskografie
Více informací naleznete také v článku Kabát (hudební skupina).
| Název               | Rok vydání |
| ------------------- | ---------- |
| Má ji motorovou     | 1991       |
| Děvky tyto znaj     | 1993       |
| Colorado            | 1994       |
| Země plná trpaslíků | 1995       |
| Čert na koze jel    | 1997       |
| MegaHu              | 1999       |
| Go satane go        | 2000       |
| Dole v dole         | 2003       |
| Corrida             | 2006       |
| Banditi di Praga    | 2010       |
| Do pekla/do nebe    | 2015       |
| El Presidento       | 2022       |

## Nazpívané písně
Hlavním zpěvákem skupiny Kabát je Josef Vojtek, ale některé pomalejší (někdy také baladičtější) zpívá právě Milan Špalek. (viz tabulka).
| Název písně                     | Album            | Autor         |
| ------------------------------- | ---------------- | ------------- |
| „Sex, drogy, rock 'n' roll“     | Má ji motorovou  | (Špalek)      |
| „Balada o špinavejch fuseklích“ | Čert na koze jel | (Váňa/Špalek) |
| „Ďábel a syn“                   | MegaHu           | (Váňa/Špalek) |
| „Ohroženej druh“                | Go satane go     | (Váňa/Špalek) |
| „Joy“                           | Corrida          | (Váňa/Špalek) |
| „Potkali se v Paříži“           | Banditi di Praga | (Váňa/Špalek) |
| „Valkýra“                       | Do pekla/do nebe | (Váňa/Špalek) |
| „Houby magický                  | Do pekla/do nebe | (Špalek)      |
| „Testosteron“                   | El Presidento    | (Váňa/Špalek) |

## Dílo
Je dvorním textařem skupiny Kabát a občasně také skládá hudbu; hudbu mu skládá kytarové duo Váňa/Krulich.
Mezi jeho významná díla patří:

### Kabát
| Název písně                                  | Autor                    | Album               |
| -------------------------------------------- | ------------------------ | ------------------- |
| „Máš to už za sebou“                         | (Hurčík/Špalek)          | Má ji motorovou     |
| „Má ji motorovou“                            | (Špalek)                 | Má ji motorovou     |
| „Porcelánový prasata“                        | (Špalek)                 | Děvky tyto znaj     |
| „Opilci v dějinách“                          | (Krulich/Špalek)         | Děvky tyto znaj     |
| „Óda na konopí“                              | (Krulich/Špalek)         | Děvky tyto znaj     |
| „Děvky tyto znaj“                            | (Krulich/Špalek)         | Děvky tyto znaj     |
| „Žízeň“                                      | (Krulich/Špalek)         | Děvky tyto znaj     |
| „Moderní děvče“                              | (Váňa/Špalek)            | Děvky tyto znaj     |
| „Centryfuga“                                 | (Váňa/Špalek)            | Colorado            |
| „Starej bar“                                 | (Krulich/Špalek)         | Colorado            |
| „Colorado“                                   | (Špalek)                 | Colorado            |
| „Kdyby ženský nebyly“                        | (Krulich/Špalek)         | Colorado            |
| „Piju já, piju rád“                          | (Krulich/Špalek)         | Země plná trpaslíků |
| „Dávám ti jeden den“                         | (Špalek)                 | Země plná trpaslíků |
| „Tak teda pojď“                              | (Špalek)                 | Země plná trpaslíků |
| „Láďa"                                       | (Vojtek, Špalek/Špalek)  | Země plná trpaslíků |
| „Čert na koze jel“                           | (Špalek)                 | Čert na koze jel    |
| „Wonder“                                     | (Váňa/Špalek)            | Čert na koze jel    |
| „Lady Lane“                                  | (Váňa/Špalek)            | Čert na koze jel    |
| „Boogie českýho šífaře“                      | (Krulich/Hájíček)        | Čert na koze jel    |
| „Balada o špinavejch fuseklích“              | (Váňa/Špalek)            | Čert na koze jel    |
| „Blues folsomské věznice“ (Greenhorns cover) | (Cash/Vyčítal)           | Čert na koze jel    |
| „Všechno bude jako dřív“                     | (tradicionál/Špalek)     | Čert na koze jel    |
| „Králíci“                                    | (Špalek)                 | Čert na koze jel    |
| „Teta“                                       | (Špalek)                 | MegaHu              |
| „Víte jak to bolí“                           | (Špalek)                 | MegaHu              |
| „Mám obě ruce levý“                          | (Špalek/Hájíček)         | MegaHu              |
| „Bruce Willis“                               | (Váňa/Špalek)            | MegaHu              |
| „Ďábel a syn“                                | (Váňa/Špalek)            | MegaHu              |
| „Prdel vody“                                 | (Krulich/Špalek)         | MegaHu              |
| „Šaman“                                      | (Krulich/Špalek)         | MegaHu              |
| „Go satane go“                               | (Špalek)                 | Go satane go        |
| „V pekle sudy válej“                         | (Krulich/Špalek)         | Go satane go        |
| „Na sever“                                   | (Váňa/Špalek)            | Go satane go        |
| „Mravenci“                                   | (Krulich/Špalek)         | Go satane go        |
| „Bára“                                       | (Krulich/Špalek)         | Go satane go        |
| „Bum bum tequila“                            | (Krulich/Špalek)         | Go satane go        |
| „Pohoda“                                     | (Krulich/Špalek)         | Suma Sumárum        |
| „Dole v dole“                                | (Krulich/Špalek)         | Dole v dole         |
| „Stará Lou“                                  | (Váňa/Špalek)            | Dole v dole         |
| „Kalamity Jane“                              | (Krulich/Špalek)         | Dole v dole         |
| „Bahno“                                      | (Váňa/Špalek, Hájíček)   | Dole v dole         |
| „Frau Vogelrauch“                            | (Krulich/Špalek)         | Dole v dole         |
| „Shořel náš dům“                             | (Špalek)                 | Dole v dole         |
| „Corrida“                                    | (Váňa/Špalek)            | Corrida             |
| „Burlaci“                                    | (Váňa/Špalek)            | Corrida             |
| „Úsměv pana Lloyda“                          | (Váňa/Špalek)            | Corrida             |
| „Malá dáma“                                  | (Váňa/Špalek)            | Corrida             |
| „Raci v práci s.r.o.“                        | (Váňa/Špalek)            | Corrida             |
| „Virtuoz“                                    | (Krulich/Špalek)         | Corrida             |
| „Buldozerem“                                 | (Krulich/Špalek)         | Corrida             |
| „Joy“                                        | (Váňa/Špalek)            | Corrida             |
| „Kdo ví jestli“                              | (Váňa/Špalek)            | Corrida             |
| „Banditi di Praga“                           | (Váňa/Špalek)            | Banditi di Praga    |
| „Lady Gag a Rin“                             | (Váňa/Špalek)            | Banditi di Praga    |
| „Kávu si osladil (pro Frantu)“               | (Váňa/Špalek)            | Banditi di Praga    |
| „Ebenový hole“                               | (Váňa/Špalek)            | Banditi di Praga    |
| „Don Pedro von Poltergeist“                  | (Krulich/Špalek, Kodym)  | Banditi di Praga    |
| „Schody“                                     | (Váňa/Špalek, Cimfe)     | Banditi di Praga    |
| „Do pekla/do nebe“                           | (Špalek)                 | Do pekla/do nebe    |
| „Western Boogie“                             | (Krulich/Špalek, Homola) | Do pekla/do nebe    |
| „Valkýra“                                    | (Váňa/Špalek)            | Do pekla/do nebe    |
| „Myslivecký ples“                            | (Špalek)                 | Do pekla/do nebe    |
| „Do Bolívie na banány“                       | (Váňa/Špalek)            | Do pekla/do nebe    |
| „Houby magický“                              | (Váňa/Špalek)            | Do pekla/do nebe    |
| „Brousíme nože“                              | (Váňa/Špalek)            | Do pekla/do nebe    |
| „Pakliže“                                    | (Váňa/Špalek)            | Do pekla/do nebe    |
| „Rumcajs miloval Manku“                      | Špalek                   | El Presidento       |

### Uruguay Cavallery
| Název               | Autor            | Album             |
| ------------------- | ---------------- | ----------------- |
| „Uruguay Cavallery“ | (Krulich/Špalek) | Uruguay Cavallery |
| „Krutej nezájem“    | (Krulich/Špalek) | Uruguay Cavallery |
| „Studená“           | (Krulich/Špalek) | Uruguay Cavallery |

### Olympic
| Název                    | Autor          | Album  |
| ------------------------ | -------------- | ------ |
| „Tak mi to pěkně začíná“ | (Janda/Špalek) | Dávno  |
| „Sedm statečných“        | (Janda/Špalek) | Brejle |
| „To já si jen tak“       | (Janda/Špalek) | Brejle |

## Filmografie
| Rok  | Název filmu                          | Poznámka                                            |
| ---- | ------------------------------------ | --------------------------------------------------- |
| 1998 | Čert na koze jel                     | Záznam koncertu skupiny Kabát.                      |
| 2001 | Suma Sumárum – Best Of               | Sestřih z koncertu a videoklipy skupiny Kabát.      |
| 2002 | Suma Sumárum                         | Záznam koncertu skupiny Kabát.                      |
| 2004 | Kabát 2003–2004                      | Sestřih z koncertu a záznam koncertu skupiny Kabát. |
| 2007 | Eurosong aneb Kabát jde do Evropy    | Dokumentární film České televize.                   |
| 2008 | Kabát: Corrida 2007                  | Záznam koncertu skupiny Kabát.                      |
| 2009 | Po čertech velkej koncert            | Záznam koncertu skupiny Kabát.                      |
| 2011 | Kabát: Banditi di Praga – Turné 2011 | Záznam koncertu skupiny Kabát.                      |
| 2016 | Kabát 2013–2015                      | Záznam koncertů a poslední album skupiny Kabát.     |
| 2016 | Země revivalů                        | Dokumentární film České televize.                   |
| 2019 | Kabát: Noc v Edenu                   | Sestřih koncertu skupiny Kabát.                     |

## Baskytary
Hraje na Fender Precision Bass. V počátcích používal (v době neexistence skupiny Kabát) na českou Jolanu Iris Bass; když skupina Kabát měla vystupovat v Londýně a Dublinu (rok 2007), tak si svoji baskytaru Milan Špalek zapomněl doma. Nezbylo, než ji zakoupit přímo v jednom londýnském obchůdku s hudebninami, kde sáhl právě po nástroji od Fenderu (konkrétně Series P-Bass PF 3TS); stál jej značnou částku.

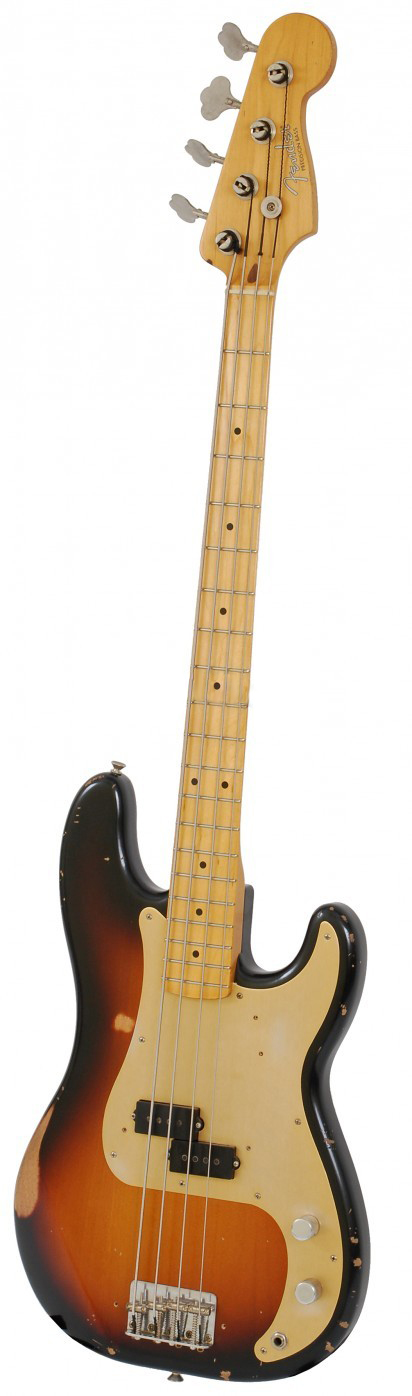
Fender Precision Bass – P-Bass PF 3TS
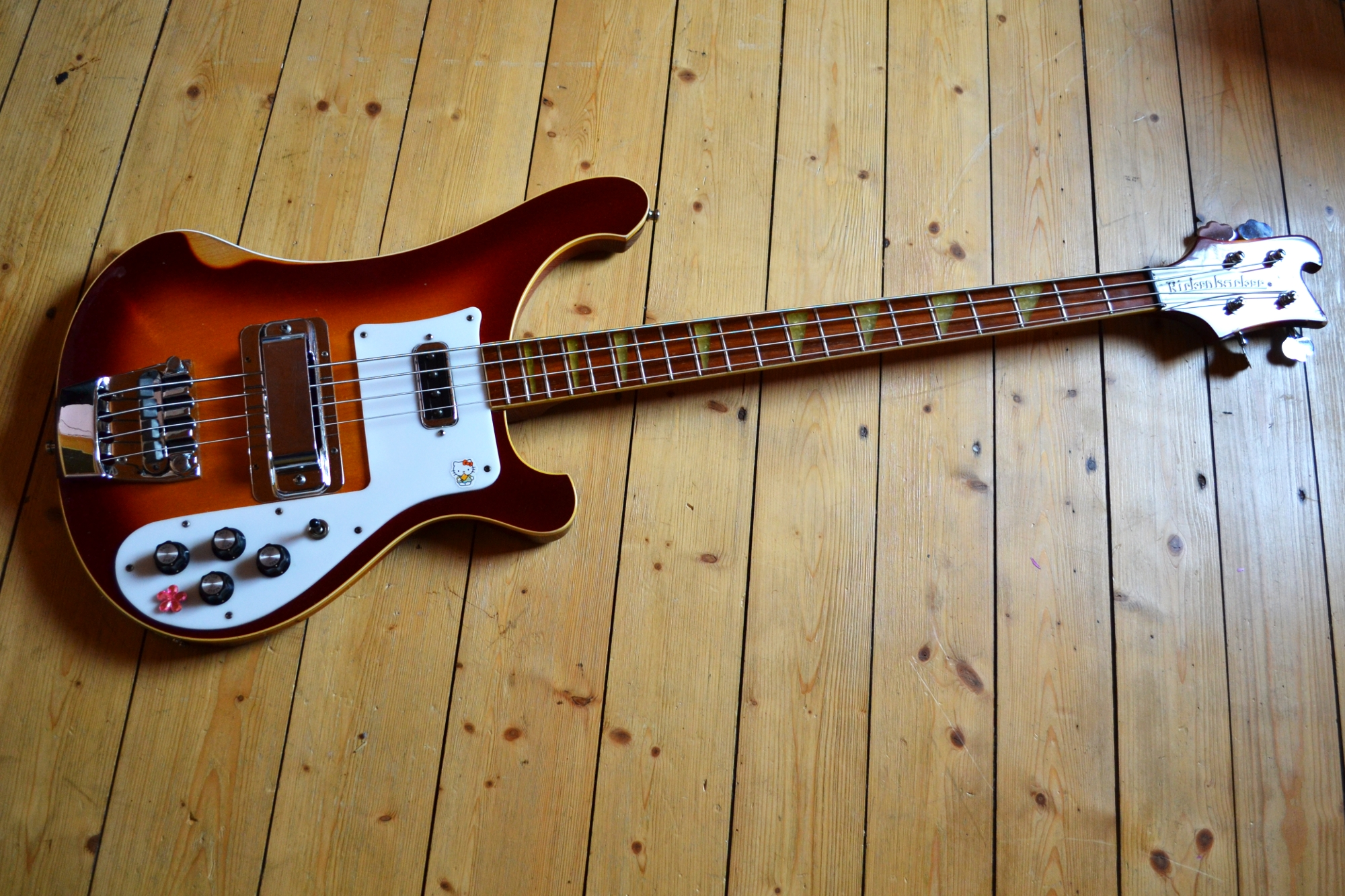
Rickenbacker 4003.
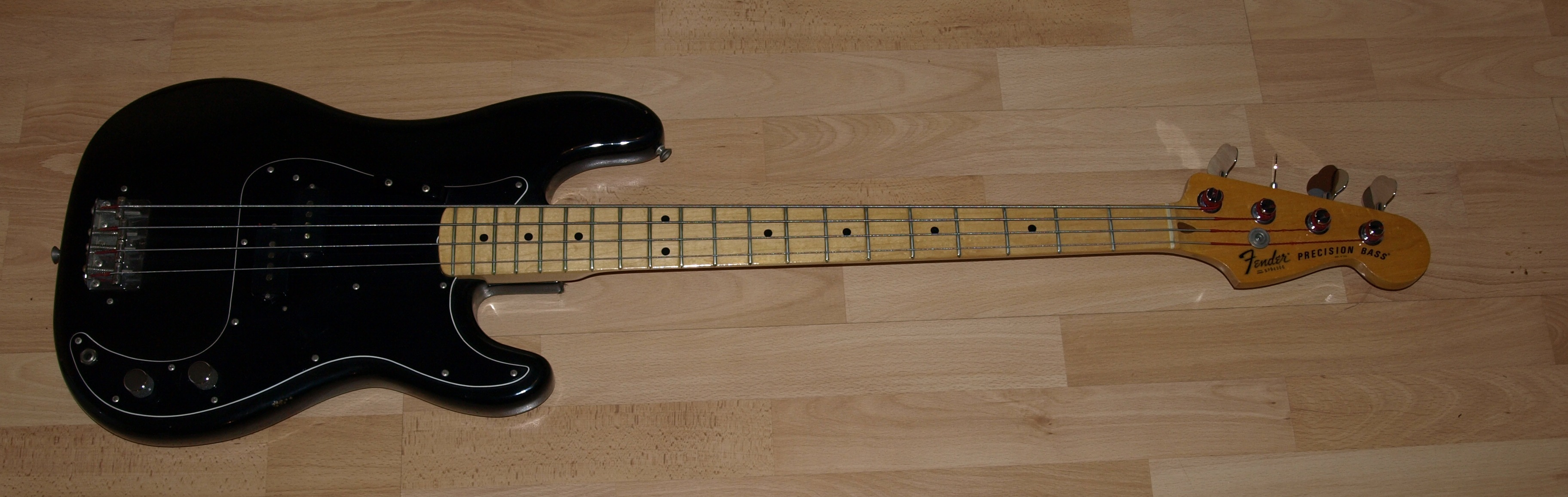
Fender Precision Bass

## Aparatura
Používá zesilovač firmy Mesa/Boogie, kterou spojuje s lampovým ampem firmy Ampeg, protože mu Mesa/Boogie zní lépe.

Logo firmy Mesa/Boogie.

### Tiskové rozhovory
- https://www.idnes.cz/kultura/hudba/milan-spalek-kabat-cena-osa.A190626_172901_hudba_vha
- https://www.denik.cz/hudba/milan-spalek-hrat-stary-pecky-uz-je-dnes-drina-20171026.html
- https://frontman.cz/milan-spalek-v-kabatu-nejsou-individualisti-jsme-parta

### Videa
- https://www.youtube.com/watch?v=H2WObviwz5E
- https://www.youtube.com/watch?v=vvIYQf-T0F4
- https://www.youtube.com/watch?v=cALydzpok2c